# روضة (البقاع الغربي)
قريةالروضة أو إسطبل هي إحدى القرى اللبنانية من قرى قضاء البقاع الغربي في محافظة البقاع.
تبعد روضة (إسطبل) 66 كلم عن بيروت عاصمة لبنان. ترتفع 860 م عن سطح البحر وتمتد على مساحة 570 هكتاراً.